# 20535 Marshburrows
20535 Marshburrows è un asteroide della fascia principale. Scoperto nel 1999, presenta un'orbita caratterizzata da un semiasse maggiore pari a 2,2511050 UA e da un'eccentricità di 0,1147391, inclinata di 4,43983° rispetto all'eclittica.